# Hannelore Gilsenbach

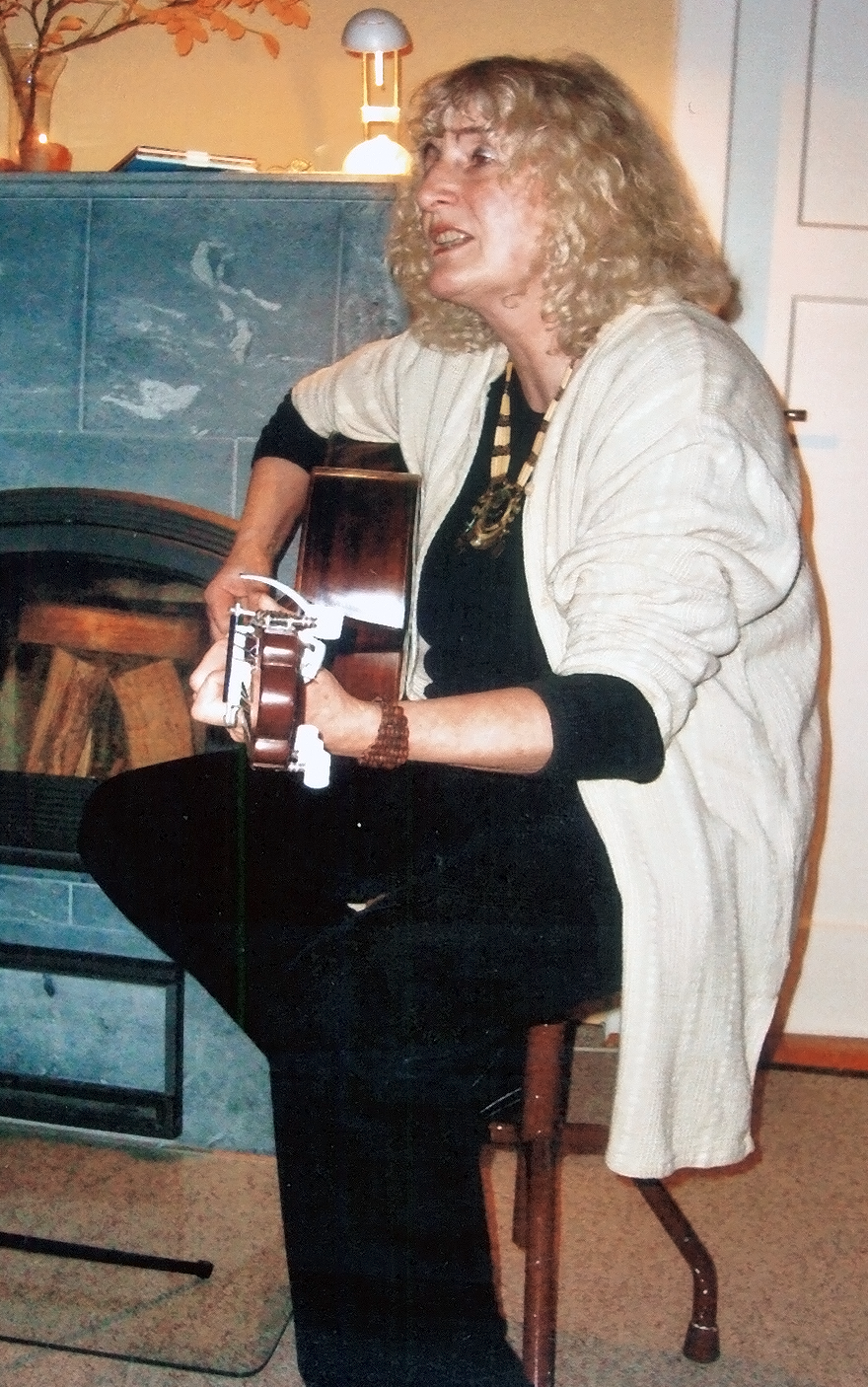
Hannelore Gilsenbach bei einer Veranstaltung im Gilsenbach-Haus, Brodowin (2008)

Hannelore Gilsenbach (* 2. Februar 1950 in Ueckermünde) ist promovierte Biologin, Schriftstellerin, Journalistin, Liedermacherin, Musikerin und Publizistin. Sie gehörte zusammen mit ihrem Ehemann Reimar Gilsenbach zu den bekanntesten Umweltaktivisten in der DDR.

## Leben
Hannelore Dorothea Gilsenbach (geb. Ulrich) wuchs in Ueckermünde am Oderhaff (Stettiner Haff) auf und lernte von ihrer Mutter, die Natur zu erleben und zu lieben. Im Alter von 14 Jahren zog sie in ein Internat nach Anklam, um dort an der Erweiterten Oberschule „Geschwister Scholl“ 1968 das Abitur abzulegen. Parallel dazu absolvierte sie eine Berufsausbildung als Agrotechnikerin. Im Rahmen dieser Berufsausbildung erwarb sie Führerscheine für LKWs, Traktoren und landwirtschaftliche Maschinen.
Von 1968 bis 1972 studierte sie an der Universität Rostock Biologie (Fachbereich Meeres- und Fischereibiologie).
Aus ihrer ersten Ehe 1971 mit J. Kurth stammt ein Sohn, die Ehe wurde 1988 geschieden.
Nach dem Abschluss ihres Studiums trat Hannelore Kurth eine Stelle in Eberswalde als Wissenschaftlerin beim Institut für Pflanzenschutzforschung Kleinmachnow an.
Ebenfalls 1972 gründete sie zusammen mit drei Arbeitskollegen in Eberswalde die Rhythm-and-Blues-Gruppe R&B Collegium und gab dort bis 1985 dem Blues und Soul ihre Stimme.
1979 promovierte sie an der Akademie der Landwirtschaftswissenschaften der DDR im Bereich Pflanzenproduktion.
Hannelore Kurth war als Sängerin Mitglied des Kulturbundes. Von 1979 bis 1985 wirkte sie als Abgeordnete mit Kulturbund-Mandat im Kreistag von Eberswalde. Dort setzte sie sich aktiv für Umwelt- und Naturschutz ein, zum Beispiel bei der Erarbeitung einer Naturschutzkonzeption für den Kreis Eberswalde und eines Landschaftspflegeplans für das Landschaftsschutzgebiet Choriner Endmoränenbogen. Bei den Aktionen gegen die Parstein–Rallye lernte sie den Umweltaktivisten Reimar Gilsenbach kennen, der seit 1975 in Brodowin lebte, ebenfalls Mitglied des Kulturbundes war und dort im Zentralvorstand der Gesellschaft für Natur und Umwelt aktiv war.
Ab 1984 führten die gemeinsamen Interessen von Hannelore Kurth und Reimar Gilsenbach zu einer engeren Beziehung: Sie komponierte Lieder zu seinen Texten und trug sie zur Gitarre vor. So entstanden zwei musikalisch-literarische Programme zu Themen des Natur- und Umweltschutzes: „Zuspruch für Verletzbare“ (1986) und „Trostlied für Mäuse“ (1988). Zu den Textbeiträgen und Liedern wurden Lichtbilder gezeigt, die die Umweltzerstörung auf dem Gebiet der DDR zeigten. Mit diesen Programmen traten sie bis zur Wende fast einhundert Mal landesweit auf. Sie fanden ihr Publikum in der DDR–Oppositionsszene, in kritischen Kulturbund- und Kirchenkreisen.
1988 kündigte Hannelore Kurth ihre Stellung am Eberswalder Institut und arbeitete fortan als freie Schriftstellerin. Sie veröffentlichte Bücher, Artikel in Fachzeitschriften und Anthologien und erstellte Beiträge für Zeitungen und Zeitschriften, Fernseh- und Rundfunkproduktionen.
Während der Zeit der Wende und friedlichen Revolution in der DDR saß Hannelore Kurth zusammen mit Reimar Gilsenbach in beratender Funktion für die Grüne Partei am Zentralen Runden Tisch.
1991 heirateten Hannelore und Reimar Gilsenbach. Gemeinsam mussten sie nach Einsicht in ihre Stasi-Unterlagen feststellen, dass engste Angehörige und Bekannte sie als Inoffizielle Mitarbeiter ausspioniert hatten. Wegen ihrer Aktivitäten sollten sie beide im Rahmen des Stasi–Geheimprojekts „Vorbeugekomplex“ (Befehl 1/67 von Erich Mielke) im Fall besonderer innenpolitischer Spannungen oder dem Verteidigungsfall unter der Kennziffer (Kz.) 4.1.3 verhaftet und in Isolierungslagern interniert werden.
Neben dem Schutz von Natur und Umwelt setzte sich Hannelore Gilsenbach auch für die Belange indigener Völker ein. 1994 war sie Mitgründerin des Vereins Bund für Naturvölker (später Bund für indigene Völker), für den sie von 1996 bis 2010 die Redaktion der Zeitschrift Bumerang leitete.
Gemeinsam mit ihrem Ehemann gründete sie 1998 die Musikgruppe Cantus Terrae, die bis 2005 bestand. Im Repertoire der Gruppe fanden sich Stimmen und Geräusche der Natur in Liedern und Instrumentalstücken. Bei öffentlichen Konzerten trug Hannelore Gilsenbach dazu Gedichte und Kurzprosa vor. Die Texte stammten von Reimar, die Kompositionen und Arrangements von Hannelore Gilsenbach.
Nach dem Tod ihres Ehemannes im Jahre 2001 führte Hannelore Gilsenbach die gemeinsam begonnenen Aktionen, Konzerte und Programme weiter; unter anderem initiierte sie 2004 auch die Neuen Brodowiner Gespräche als Fortsetzung der Brodowiner Gespräche, die von Reimar Gilsenbach 1981 in seinem Haus am Kleinen Plagesee ins Leben gerufen worden waren.
Ab 2008 beteiligt sie sich als Gesprächspartnerin und Musikerin am Brandenburger Festival des Umwelt- und Naturfilms („Ökofilmtour“).
Seit 2011 singt und spielt Hannelore Gilsenbach in dem von ihr mitbegründeten Trio IntiSonLatino. Die Gruppe nimmt ihre Zuhörer mit auf beschwingte aber auch nachdenkliche Reisen durch Südamerika und die Karibik.
2018 wurden ihre herausragenden Leistungen für Brandenburg mit der Verleihung der Landtagsmedaille gewürdigt.

## Werke

### Als Autorin
- Schorfheide und Choriner Land (= Neumanns Landschaftsführer). Neumann, Radebeul 1993, ISBN 3-7402-0128-2 (128 S.).
- Bäume (= Was ist was. Nr. 31). Tessloff, Nürnberg 1993, ISBN 978-3-7886-0271-0 (48 S., mit Illustrationen von Christiane und Siegfried Gottschlich).
- Schmetterlinge (= Was ist was. Nr. 43). Tessloff, Nürnberg 1994, ISBN 978-3-7886-0283-3 (48 S., mit Illustrationen von Wolf–Ulrich Friedrich und Fotos von Thomas Ruckstuhl).
- Landesanstalt für Großschutzgebiete/Biosphärenreservat Schorfheide–Chorin (Hrsg.): Freizeitkarte Biosphärenreservat Schorfheide–Chorin. Eberswalde 1995 (48 S.).
- Ausgestorbene Tiere (= Was ist was. Nr. 56). Tessloff, Nürnberg 1997, ISBN 3-7886-0296-1 (48 S., mit Illustrationen von Marta Hofmann).
- Hochzeit an der Transamazônica. Horlemann, Bad Honnef 2000, ISBN 978-3-89502-119-0 (184 S.).
- mit Reimar Gilsenbach: Reisen großer Entdecker von Hatschepsut (um 1480 v. Chr.) bis Pizarro (1532–1533). Middelhauve Verlags GmbH, München 2000, ISBN 3-358-02237-4 (64 S.).
- Bund für Naturvölker (Hrsg.): Zehn Jahre ""Bund für Naturvölker"". Hilfen aus Brandenburg für die Meister der Nachhaltigkeit (= Brandenburgische Entwicklungspolitische Hefte. Nr. 45). Dr. Grabow, 2003, ISSN 0946-042X (32 S.).
- Wie die Warrau auf die Erde kamen. Märchen der Ureinwohner Südamerikas. Horlemann, Bad Honnef 2007, ISBN 978-3-89502-248-7 (64 S., mit Illustrationen von Marta Hofmann).
- Das Sonnenkind. Märchen der Ureinwohner Ozeaniens. Horlemann, Bad Honnef 2011, ISBN 978-3-89502-249-4 (64 S., mit Illustrationen von Marta Hofmann).

### In Funk und Fernsehen
- Beiträge für das RBB Umweltmagazin „OZON“:
  - Naturvölker brauchen Freunde (7. September 1993)
  - West–Papua: Rebellion und Ausverkauf (15. Mai 1996)
  - Die Trauer Amazoniens. 500 Jahre Brasilien (17. Mai 2000)
  - Vertriebene Steinzeit: San in Botswana (5. März 2003)
- Trompeten über der Schorfheide – von der Jagd zum Naturschutz, Buch zum Fernsehfilm von Hilmar Wichmann, WDR, Köln, 1993.
- Schmetterlinge, die schwarz vom Himmel fallen. Eine Hochzeit im Regenwald, Rundfunk–Feature mit Andreas Bengsch, WDR, Köln, 1999.

### Als Herausgeberin/Redakteurin
- Reimar Gilsenbach: Wer im Gleichschritt marschiert, geht in die falsche Richtung. Ein biografisches Selbstbildnis. Hrsg.: Hannelore Gilsenbach, Harro Hess. Westkreuz, Berlin / Bonn 2004, ISBN 978-3-929592-69-6 (360 S.).
- Chefredaktion der Zeitschrift Bumerang von 1996 bis 2010.

### Als Musikerin
- Trostlied für Mäuse – Grüne Lieder, gesungen in Zorn und Liebe. MC und Begleitbuch im Selbstverlag, 1994.
- Herbstzeitlose – Lieder aus Brodowin und der Welt. MC im Selbstverlag, 1998.
- Cantus Terrae: Roter Milan. MC im Selbstverlag, 2000.
- Cantus Terrae: Kranichflug – Wechselgesänge mit Geschöpfen der Natur. CD im Selbstverlag, 2003.

### Programme
- Rechenmeister, Rechenmeister – Öko–Kinderprogramm mit Liedern zur Gitarre.
- Hochzeit an der Transamazônica – Lesung mit Liedern, Farbdias, Indianergesängen.
- Kranichflug – Lieder und Texte aus geschützter Landschaft.
- Reimar Gilsenbach: Wer im Gleichschritt marschiert, geht in die falsche Richtung... Ein biografisches Selbstbildnis – Lesung mit Liedern.
- Wie die Warrau auf die Erde kamen – Märchen der Ureinwohner Südamerikas – Lesung/Vortrag für Kinder mit Liedern und Farbdias.
- Das Sonnenkind und andere Märchen aus der Welt der Ureinwohner – Lesung/Vortrag für Kinder mit Liedern und Farbdias.